# رود لووات
رود لووات (انگلیسی: Lovat) یک رودخانه در استان نووگورود کشور روسیه است.